# Палечка (филм)
„Палечка“ (на английски: Thumbelina) е американски анимационен филм от 1994 г., режисиран от Дон Блът и Гари Голдман по пиеса на Блът, базирана на приказката от Ханс Кристиан Андерсен „Палечка“. Екранизиран и разпространен по кината от Уорнър Брос. Композицията на песните във филма е на Бари Манилоу.

## Възприятие сред критиците
Филмът получава предимно отрицателни отзиви от критиците. Песента „Marry the Mole“ печели награда „Златна малинка“. Това е първият анимационен филм, номиниран за тази награда.

## „Палечка“ в България

### Озвучаващи артисти
| Роля               | Английски език  | Български език                                            |
| ------------------ | --------------- | --------------------------------------------------------- |
| Палечка            | Джоди Бенсън    | Цветослава Симеонова (диалог) Венцислава Стоилова (вокал) |
| Корнелий           | Гари Имхоф      | Кирил Бояджиев (диалог) Никола Колев (вокал)              |
| Жакомо             | Джино Конфорти  | Цанко Тасев                                               |
| Бръибар            | Гилбърт Готфрид | Анатоли Божинов                                           |
| Жабок              | Джо Линч        | Ненчо Балабанов                                           |
| Рита               | Шаро            | Василка Сугарева                                          |
| Табита             | Джун Форей      | Василка Сугарева                                          |
| Кърт               | Джон Хърт       | Цветан Ватев                                              |
| Колбърт            | Кенет Марс      | Цветан Ватев                                              |
| Мишка              | Каръл Чанинг    | Ася Рачева                                                |
| Майката на Палечка | Барбара Кук     | Ася Рачева (диалог) Лидия Петрова (вокал)                 |

### Хор
| Венцислава Стоилова |
| Емилия Иванова      |
| Лидия Петрова       |
| Лина Шишкова        |
| Анатоли Божинов     |
| Ненчо Балабанов     |
| Орлин Павлов        |
| Пламен Чернев       |

### Екип
| Обработка                                | Александра Аудио         |
| ---------------------------------------- | ------------------------ |
| Изпълнителен продуцент                   | Васил Новаков            |
| Превод                                   | Цветелина Николова       |
| Адаптация                                | Нина Гавазова            |
| Превод на песните                        | Асен Аврамов             |
| Режисьор на дублажа Музикален аранжимент | Десислава Софранова      |
| Диригент                                 | Цветомира Михайлова      |
| Тонрежисьори                             | Петър Костов Стамен Янев |

### Войсоувър дублаж
През 2012 г. се излъчва по bTV с войсоувър дублаж на студио Триада. Ролите се озвучават от Светлана Смолева, Сава Пиперов, Иван Велчев, Петър Бонев и Таня Михайлова.